# Sông Đà Đà

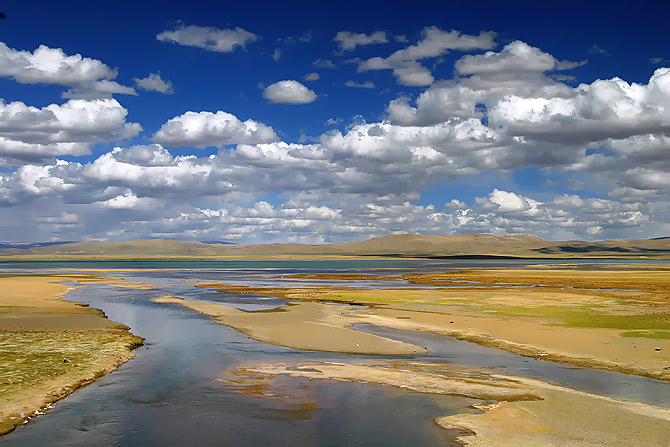
Sông Đà Đà

Sông Đà Đà (tiếng Trung: 沱沱河, Đà Đà hà), còn gọi là sông Thác Thác (托托河, Thác Thác hà), được coi là nơi phát nguyên của sông Trường Giang (Dương Tử). Con sông này bắt nguồn từ phía tây nam ngọn núi chính của dãy núi Đường Cổ Lạp là núi tuyết Cách Lạp Đan Đông dưới dạng một con sông băng gọi là sông băng Khương Căn Địch Như ở độ cao khoảng 5.500 m trở lên. Tại khu vực phụ cận với độ cao trên 6.000 m có trên 20 ngọn núi tuyết, với độ cao của đường băng tuyết vĩnh cửu đạt 5.800 m.
Từ sông băng Khương Căn Địch Như, sông Đà Đà chảy theo hướng bắc, thu thập nước tan ra từ các sông băng hay suối băng nhỏ, tại khu vực thượng lưu hình thành các thung lũng sâu, có nơi độ sâu lên tới 20 m. Tại khu vực ven hồ Hồ Lô nó chuyển hướng dòng chảy sang phía đông, đoạn này dài khoảng 130 km, với điểm kết thúc có bề rộng khoảng 20 m và độ sâu là khoảng 3 m. Tại nơi mà đường cao tốc Thanh Tạng cắt qua sông Đà Đà có một chiếc cầu, được coi là cầu đầu tiên trên sông Trường Giang. Cách nơi phát nguyên khoảng 375 km thì sông Đà Đà rộng 30 m, và từ đây trở đi nó được gọi là sông Thông Thiên.